# Máquina misteriosa de refrigerante de Capitol Hill
A máquina misteriosa de refrigerante de Capitol Hill era uma máquina de venda automática em Capitol Hill, Seattle, notável pelos seus botões "mistério" que tinham sabores de bebidas estranhos. É desconhecido quem é que reponha a máquina, o que originalmente causou o desenvolvimento de uma lenda local que a máquina estava assombrada, e mais tarde um legado duradouro de "fascínio cultural". A máquina supostamente operou do fim da década de 90 até o seu desaparecimento sem explicação em 2018.

## Descrição
A máquina estava à frente de Broadway Locksmith na Rua East John em Seattle, Washington. Era uma unidade da marca Coca-Cola dos anos 70, mas tinha bebidas de vários produtores. Uma bebida podia ser escolhida usando um dos botões "misteriosos" e as bebidas eram tipicamente de variedades de sabores estranhos, alguns dos quais já não estavam a ser produzidos. Broadway Locksmith fornecia eletricidade para dar energia à máquina, e embora existissem rumores sobre o possível envolvimento do negócio com a perpetuação do mistério, empregados mantiveram que não tinham conhecimento sobre quem operava ou reponha a máquina. A máquina tem uma página de Facebook com mais de 35,000 seguidores.

## História
Segundo o Seattle Met e The Seattle Times, a máquina estava a operar desde pelo menos o fim da década de 90. Em 2002, as bebidas custavam $0.55, e máquina tinha apenas um botão "mistério" junto com cinco normalmente rotulados. Depois de receber exposição nas publicações das notícias, todos os seis foram gradualmente mudados para botões "mistério". Uma lenda local de que a máquina estava assombrada começou a desenvolver, que Hillary Pollack do Vice atribui à sua aparência nostálgica dos anos 70, como também à sua presença "estranha e até intimidante" junto ao passeio. Segundo Zosha Millman do Seattle Post-Intelligencer, um "fascínio cultural" com a máquina desenvolveu-se.
Em 2012, uma curta-metragem foi produzida tirando inspiração do mistério da máquina. Em 2014, imagens postadas online mostravam indivíduos não identificados a repor a máquina. No mesmo ano, o custo de uma bebida subiu para $0.75. Em 2015, uma porta-voz disse ao The Seattle Times que a cidade não tinha licenças para a máquina nos seus arquivos. Em janeiro de 2018, no mesmo mês que Seattle passou a sua taxa de bebidas açucaradas, o preço subiu para $1.00.
A 29 de junho de 2018, a máquina desapareceu seguido de trabalho de manutenção feito na paragem de autocarro próxima e no passeio, com uma nota deixada perto lendo ""Fui dar um passeio". A mensagem foi postada na página de Facebook da página dizendo "Fui dar um passeio, preciso de me encontrar. Talvez até tomar um banho." Nos meses que seguiram o desaparecimento da máquina, a página postou várias fotos editadas da máquinas em vários locais, incluindo na Space Needle e na escultura Eagle. Um empregado do Broadway Locksmith notou que a máquina  "[tinha] de ter sido removida com cuidado, e de propósito" devido à maneira como estava conectada ao seu fornecimento de eletricidade. Em 2022, a página postou uma imagem da máquina, parecendo mais danificada que antes. Em agosto de 2023, um empregado do Broadway Locksmith reafirmou que a máquina não tinha sido vista desde o seu desaparecimento. Allison Williams do Seattle Met também diz que a vizinhança de Capitol Hill agora tem uma cultura mais organizacional, e duvida se a área é "ainda estranha o suficiente para um enigma persistente".